# Uauá
Uauá este un oraș în statul Bahia (BA) din Brazilia.